# Ulbrich Andrea
Ulbrich Andrea Edina (Budapest, 1964. július 16. –) magyar-olasz opera-énekesnő (mezzoszoprán).

## Élete
1989-ben végzett a Liszt Ferenc Zeneművészeti Főiskolán opera-oratorium-tanàr szakon. Jevgenyij Nyesztyerenko ès Geszty Szilvia mesterkurzus rèsztvevoje,
Az Antonín Dvořák énekverseny, a Bécsi Nemzetközi Énekverseny gyoztese és a Brüsszeli Belcanto énekverseny Grand Prix gyoztese.
Allando vendège a budapesti Operaháznak, valamint a düsseldorfi Deutsche Oper am Rheinnak. Számos nemzetközi színház opera- és koncertelőadásának szereplője:
Brüsszel Theatre de La Monnaie-ban és Antwerpenben az Opera Wlaanderen-ben debutàl Mendelssohn: Die Hochzeit des Camachojával, majd Bizet: Carmenjének koncertszerű előadásában hallható Bécsben Konzerthausban Franco Bonisolli partnerekènt. Berlinben az Unter den Linden és Opern Frankfurtban fellép Csajkovszij: Jevgenyij Anyegin Olgájaként. Szintén az Opern Frankfurtban hallható Wolfgang Rihm: Lenz-Fragmente c. előadásában. 2005-ben Budapesten Bellini: Normájában mint Adalgisa debutàl.
Torinòban Verdi Aidájának Amnerisèt ènekli, William Friedkin rendezésében, Pinchas Steinberg vezényletével.
Ezt követően Budapesten énekel Donizetti: Roberto Devereuxjében, Sara szerepèben Edita Gruberova partnerekènt.
Verdi:Trubadúr-jában debutàl mint Azucena először 2009-ben Triestben, majd a drezdai  Semperoperben Fabio Luisi vezényletével,- Kolni operahàzban és A Tokyo NNT-ben 2011-ben.
2010-ben debutàl Azucena szerepèvel  Verdi; Trubadur operajàban -Marcelo Alvares  partnerekènt ,Marco Armigliato vezenyletèvel es Franco Zeffirelli rendezésében a Veronai Arénában.
A veronai Arénában többször színpadra lép a következő években a Nabucco Fenenájaként-Ambrogio Maestri partnerekènt és az Aida Amneriseként De Bosio rendezésében, Daniel Oren  vezenyletèvel
2012-ben Toulouseban Teatre du Capitole és BolognábanTeatro Communale mint Azucena debutàl, majd  a barcelonai Liceuben hallható az Aidában mint Amneris.
2013.-ban a veronai Arena 100 eves centenariuma alkalmàbòl Verd:,Aida c. operajàbòl Amnerist ènekelte,amit az egèsz vilàgon èloben kozvetitettek 3D-ben.
2014-ben debütál Strauss: Saloméjének Herodias szerepében a budapesti Operaházban, 2015-ben pedig Strauss: Daphéjának Gaeáját alakítja a budapesti Művészetek Palotájában Kocsis Zoltán vezényletével.
2016-ban a genovai GOG évadában, a Carlo Felice színházban lép fel a Budapesti Vonósok kíséretében
.2017-ben ismét Budapesten énekel A Trubadúrban mint Azucena, Strauss: Cigánybárójában mint Zipra, valamint a Triptichon Angelica nővérében a Hercegnő szerepében hallható. 2018-ban a budapesti Operaház Offenbach: Rajnai sellők előadásában a főszereplő Hedwiget alakítja.
2019-ben a Nizzai Operaházban debütál egy gálakoncert keretében, valamint a Milánói Scalában debutàl a Scala Kvartettjének kíséretében.

## Főbb szerepei
- Giuseppe Verdi: Trubadur – Azucena
- Verdi: Don Carlos – Eboli
- Verdi: Álarcosbál – Ulrica
- Verdi: Aida – Amneris
- Verdi: Nabucco – Fenena
- Verdi: Oberto – Cuniza
- Verdi: Requiem – Mezzo
- Vincenzo Bellini: Norma – Adalgisa
- Gaetano Donizetti: Anna Bolena – Giovanna
- Donizetti: Roberto Devereux – Sara
- Jacques Offenbach: Rajnai Sellok – Hedwig
- Kodály Zoltán: Háry János – Örzse
- Bartók Béla: Kékszakállú – Judit
- Gioachino Rossini: Sevillai borbély – Rosina
- Rossini: Hamupipőke – Angelina
- Johann Strauss: Cigánybáró – Zipra
- Richard Strauss: Salome – Herodiás
- Richard Strauss: Rózsalovag – Octavián
- Wolfgang Amadeus Mozart: Titus kegyelme – Sextus
- Mozart: Cosi fan tutte – Dorabella
- Giacomo Puccini: Suor Angelica – Principessa
- Puccini: Pillangókisasszony – Suzuki

## Díjai
- 1989: Mándi Andor-díj
- 1992: Bartók–Pásztory-díj
- 1994: Székely Mihály-emlékplakett
- 1995: Souvenir Díj

## Felvételek
Opern-Gala (Berlin) - Koch-Schwann
Donizetti and Rossini - Songs and Duets, Hungaroton
Mozart - Cosi fan tutte (opera film) Magyar TV
Scarlatti - Il Trionfo dell'onesta, Venere e Amore, Hungaroton
Haydn - La Canterina, Hungaroton
Dohnanyi - Tante Simona, Hungaroton
Verdi - Aida (DVD video), Unitel Classica